# آرتور اونگر
آرتور هونگر (به فرانسوی: [aʁtyʁ ɔnɛɡɛːʁ]؛ ۱۰ مارس ۱۸۹۲–۲۷ نوامبر ۱۹۵۵) آهنگساز سوئیسی بود که در کشور فرانسه متولد شد و بخش زیادی از زندگی خود را در پاریس گذراند.[۱] یکی از اعضای Les Six، شناخته‌شده‌ترین اثر او احتمالاً آنتیگون است که بین سال‌های ۱۹۲۴ و ۱۹۲۷ با لیبرتو فرانسوی توسط ژان کوکتو بر اساس تراژدی آنتیگون اثر سوفوکل ساخته شد. اولین نمایش آن در ۲۸ دسامبر ۱۹۲۷ در تئاتر رویال د لا مونای با صحنه‌هایی توسط پابلو پیکاسو و لباس‌های کوکو شانل انجام شد. با این حال، اغلب کارهای او احتمالاً اثر ارکستری Pacific 231 است که از صدای یک لوکوموتیو بخار الهام گرفته شده‌است.

## زندگی
اسکار آرتور هونگر (نام اول هرگز استفاده نشد) از پدر و مادری سوئیسی در لو هاور فرانسه به دنیا آمد، او ابتدا در لو هاور به مطالعه هارمونی و ویولن پرداخت. پس از دو سال تحصیل در کنسرواتوار زوریخ، از سال ۱۹۱۱ تا ۱۹۱۸ در کنسرواتوار پاریس ثبت نام کرد و با چارلز ماری ویدور و وینسنت دایندی به تحصیل پرداخت. او اولین آهنگسازی خود را در پاریس در سال ۱۹۱۶ انجام داد و در سال ۱۹۱۸ باله Le dit des jeux du monde را نوشت که عموماً اولین اثر مشخصه او محسوب می‌شود. در سال ۱۹۲۶ با آندره وورابرگ، پیانیست و دانشجوی کنسرواتوار پاریس ازدواج کرد، به این شرط که آنها در آپارتمان‌های جداگانه زندگی کنند زیرا او برای آهنگسازی نیاز به خلوت داشت. آندره با مادرش زندگی می‌کرد و هونگر هر روز برای ناهار از آنها دیدن می‌کرد.[۳] آنها در طول مدت ازدواج خود جدا از هم زندگی کردند، به استثنای یک سال از سال ۱۹۳۵ تا ۱۹۳۶ پس از مجروح شدن وارابرگ در یک تصادف رانندگی، و آخرین سال زندگی هونگر، زمانی که او به اندازه کافی خوب نبود که به تنهایی زندگی کند. آنها یک دختر به نام پاسکال داشتند که در سال ۱۹۳۲ به دنیا آمد. هونگگر همچنین دارای یک پسر به نام ژان کلود (۱۹۲۶–۲۰۰۳) از خواننده کلر کرویزا بود.
در اوایل دهه ۱۹۲۰، هونگر با «زبور دراماتیک» خود Le Roi David (شاه دیوید)، که هنوز در کارنامه گروه کر است به شهرت رسید. بین جنگ جهانی اول و دوم، هونگر بسیار پرکار بود. او موسیقی فیلم حماسی سال ۱۹۲۷ آبل گانس، ناپلئون را ساخت که پیش از آن ژاکوز (فیلم ۱۹۱۹) و لارو (چرخ) (۱۹۲۳) ساخته شد. او نه باله و سه اثر آوازی صحنه را از جمله آثار دیگر ساخت. یکی از آن آثار صحنه‌ای، Jeanne d'Arc au bûcher (1935)، یک «اوراتوریو دراماتیک» (به قول پل کلودل)، [توسط چه کسی؟] به‌عنوان یکی از بهترین آثار او شناخته می‌شود. او علاوه بر قطعاتی که به تنهایی نوشته بود، با ژاک ایبرت هم در یک اپرا، L'Aiglon (1937) و یک اپرت همکاری کرد. در این دوره زمانی او همچنین Danse de la chèvre (1921) را نوشت که به یکی از عناصر اصلی در کارنامه فلوت تبدیل شده‌است. این قطعه که به رنه لو روی و برای فلوت سولو نوشته شده‌است، زنده و جذاب است، اما با همان صراحت تمام کارهای هونگر[نیازمند منبع].
هونگر همیشه با سوئیس، کشور مبدأ والدینش، در ارتباط بود تا اینکه با شروع جنگ و حمله نازی‌ها، خروج از پاریس برای او غیرممکن شد. او به مقاومت فرانسه پیوست و عموماً تحت تأثیر خود نازی‌ها قرار نگرفت و به او اجازه دادند بدون دخالت زیاد به کار خود ادامه دهد. او همچنین آهنگسازی را در École Normale de Musique de Paris، جایی که شاگردانش از جمله Yves Ramette بودند، تدریس کرد. با این حال، او به شدت از جنگ افسرده شده بود. بین شیوع آن و مرگش، او چهار سمفونی آخر خود را نوشت (اعداد دو تا پنج) که از قدرتمندترین آثار سمفونیک قرن بیستم هستند. از این میان، دومی، برای زهی، با یک ترومپت تک‌نواز که در موومان پایانی آهنگی به سبک باخ می‌نوازد، و سومی، با عنوان فرعی Symphonie Liturgique با سه موومان که مراسم رکوئیم را تداعی می‌کند (Dies irae, De profundis clamavi) و Dona nobis pacem)، احتمالاً شناخته شده‌ترین هستند. این اثر که در سال ۱۹۴۶ درست پس از پایان جنگ نوشته شده‌است، مشابهی با Sinfonia da Requiem بنجامین بریتن در سال ۱۹۴۰ دارد. در مقابل این اثر، سمفونی غنایی و نوستالژیک شماره ۴ با عنوان فرعی "Deliciae Basilienses" ("لذت‌های بازل" است) که به عنوان ادای احترام به روزهای آرامش سپری شده در آن شهر سوئیس در طول جنگ نوشته شده‌است.
هونگر به‌طور گسترده به عنوان یک علاقه‌مند به قطار شناخته می‌شد، و یک بار به‌طور مشخص گفت: «من همیشه عاشقانه لکوموتیوها را دوست داشتم. برای من آنها موجودات زنده‌ای هستند و من آنها را همان‌طور که دیگران زنان یا اسب‌ها را دوست دارند، دوست دارم.» «سمفونیک حرکت» او Pacific 231 (تصویری از یک لوکوموتیو بخار) در سال ۱۹۲۳ او را به شهرت اولیه رساند.
بسیاری از آثار هونگر توسط دوست دیرینه‌اش ژرژ تزیپین حمایت می‌شد.
او در سال ۱۹۵۳ آخرین آهنگ خود را با نام یک کانتاتا کریسمس نوشت. پس از یک بیماری طولانی، در ۲۷ نوامبر ۱۹۵۵ در پاریس بر اثر سکته قلبی درگذشت و در قبرستان سنت وینسنت در محله مونمارتر به خاک سپرده شد. او توسط دولت فرانسه تشییع جنازه ای دولتی برگزار شد، اگرچه او تابعیت سوئیس باقی ماند و هرگز تابعیت فرانسه را نگرفت.
عناصر اصلی سبک هونگر عبارتند از: کنترپوان باچی، ریتم‌های رانندگی، دامنه ملودیک، هارمونی‌های بسیار رنگی، استفاده امپرسیونیستی از صداهای ارکسترال، و توجه به معماری رسمی. سبک او سنگین تر و جدی تر از همتایانش در Les Six است. آثار پخته هونگر به دور از واکنش علیه رمانتیسیسم آلمانی مانند سایر اعضای Les Six، شواهدی از تأثیر متمایز آن را نشان می‌دهد. علیرغم تفاوت در سبک آنها، او و یکی از اعضای Les Six، داریوس میلهود، دوستان صمیمی بودند و با هم در کنسرواتوار پاریس تحصیل کرده بودند. میلهود چهارمین پنجاهی زهی خود را به یاد هونگر تقدیم کرد، در حالی که فرانسیس پولنک به‌طور مشابه سوناتای کلارینت خود را تقدیم کرد.

## آثار به جا مانده
هونگر روی اسکناس بیست فرانکی سوئیس (سری هشتم)، منتشر شده در اکتبر ۱۹۹۶ و در سال ۲۰۱۷ جایگزین شده‌است.
حرکت سمفونیک راگبی هونگر با رهبری ارکستر سمفونیک پاریس در سال ۱۹۲۹ ضبط شد که در یوتیوب قابل شنیدن است. بسیاری از ضبط‌های هونگر به‌عنوان رهبر ارکستر موسیقی‌اش، توسط پرل و داتون در سی‌دی دوباره منتشر شده‌اند.

## بیشتر
بیوگرافی هونگر مارسل لندوفسکی، آهنگساز و مدیر هنری فرانسوی بود که بسیار تحت تأثیر هونگر قرار گرفت. بیوگرافی او در سال 1978 (ISBN 2-02-000227-2) ظاهر شد، اگرچه هنوز به انگلیسی ترجمه نشده‌است.
هری هالبریچ آرتور هونگر، توسط راجر نیکولز به انگلیسی ترجمه شده‌است. پورتلند، اورگان: انتشارات آمادئوس، ۱۹۹۲. هم زندگی و هم آثار هونگر را در نظر می‌گیرد. هالبریش با همکاری پاسکال، دختر هونگر، زندگی هونگر را از دوران کودکی به‌طور کامل مستند کرده‌است. همه آثار مورد بررسی قرار می‌گیرند، موارد مهم‌تر با جزئیات تجزیه و تحلیل می‌شوند. شابک ۱-۵۷۴۶۷-۰۴۱-۷ (۱۹۹۹).
جفری اسپرات. «هونگر، آرتور.» Grove Music Online.
ویلی تپت آرتور هونگر زوریخ: آتلانتیس ورلاگ، ۱۹۵۴.

## برخی از آثار
موسیقی ارکسترال:

## سمفونی‌ها
- ۱۹۳۰: اولین سمفونی H 75
- ۱۹۴۱: H ۱۵۳ دومین سمفونی برای تار و ترومپت در دی
- ۱۹۴۶: سمفونی سوم H 186 (Symphonie Liturgique)
- ۱۹۴۶: H ۱۹۱ چهارمین سمفونی در A (Deliciae basiliensis)
- ۱۹۵۰: H ۲۰۲ پنجمین سمفونی در D (Di tre re)

حرکات سمفونیک:
- ۱۹۲۳: H 53 Pacific 231 (جنبش سمفونیک شماره ۱)
- ۱۹۲۸: راگبی H 67 (جنبش سمفونیک شماره ۲)
- ۱۹۳۳: H 83 Symphonic Movement شماره ۳

کنسرتی:
- ۱۹۲۴: کنسرتینوی H 55 برای پیانو و ارکستر در ماژور E
- ۱۹۲۹: کنسرتو H 72 برای ویولن سل و ارکستر در ماژور C
- ۱۹۴۸: دوربین کنسرتو H 196 برای فلوت، هورن انگلیسی و زهی

دیگران :
- ۱۹۱۷: H 16 Le chant de Nigamon
- ۱۹۲۰: H 31 Pastorale d'été
- ۱۹۲۳: H 47 Chant de joie (آواز شادی)
- ۱۹۵۱: H 204 Monopartita

Oratorios:
- ۱۹۲۱: لیبرتو H 37 Le roi David (شاه دیوید) توسط رنه موراکس، نسخه برای ارکستر در سال ۱۹۲۳
- ۱۹۳۵: H 99 Jeanne d'Arc au bûcher، لیبرتو اثر پل کلودل، نسخه با پیش‌درآمد در ۱۹۴۱
- ۱۹۳۸: H 131 La danse des morts، (رقص مردگان) لیبرتو اثر پل کلودل
- ۱۹۵۳: H 212 Une cantate de Noël (یک کانتاتا کریسمس)

اپرا:
- ۱۹۰۳: فیلیپا، ارکستر، اجرا یا منتشر نشده‌است.
- ۱۹۰۴: سیگیزموند، گم شد
- ۱۹۰۷: La Esmeralda، پس از نوتردام پاریس اثر ویکتور هوگو، ناتمام و منتشر نشده‌است.
- ۱۹۱۸: La mort de sainte Alméenne، لیبرتو توسط M. Jacob، منتشر نشده و فقط Interlude ارکستر شده‌است.
- ۱۹۲۵: جودیت، لیبرتو توسط رنه موراکس، در ۱۳ فوریه ۱۹۲۵ در اپرای مونت کارلو نمایش داده شد.
- ۱۹۲۷: H 65 Antigone، لیبرتو نوشته ژان کوکتو بر اساس سوفوکل، در ۲۸ دسامبر ۱۹۲۷ در La Monnaie به نمایش درآمد.

اپرت‌ها:
- ۱۹۲۵: H 108 L'Aiglon، با همکاری Jacques Ibert; لیبرتو برای اعمال ۲–۴ اثر H. Cain، پس از E. Rostand، لیبرتو برای اعمال ۱ و ۵ توسط Ibert, Opéra de Monte-Carlo، ۱۰ مارس ۱۹۳۷
- ۱۹۳۰: Les aventures du roi Pausole، لیبرتو توسط A. Willemetz، پس از P. Louÿs، در ۱۲ دسامبر ۱۹۳۰، پاریس، Bouffes-Parisiens نمایش داده شد.
- ۱۹۳۱: La belle de Moudon، لیبرتو اثر رنه موراکس، مزیرز، جورات، سوئیس، ۳۰ مه ۱۹۳۱، منتشر نشده‌است.
- ۱۹۳۷: Les petites cardinal، لیبرتو توسط ویلمتس و پی براخ، پس از L. Halévy، پاریس، Bouffes-Parisiens، ۱۳ فوریه ۱۹۳۸

باله:
- ۱۹۱۸: H 19 Le dit des jeux du monde
- ۱۹۲۱: H 38 Horace victorieux، سمفونی میم

موسیقی مجلسی :
- ۱۹۱۷: کوارتت زهی H 15 شماره ۱ در سی مینور
- ۱۹۲۹: سونات H 28 برای ویولا و پیانو
- ۱۹۳۵: H 103 کوارتت زهی شماره ۲ در D
- ۱۹۳۷: H 114 کوارتت زهی شماره ۳ در E
- ۱۹۴۵: H 181 Paduana برای تکنوازی ویولن سل
- ۱۹۴۷: H 193 Intrada برای ترومپت و پیانو C
- آثار تکنوازی پیانو ۱۹۱۰: سه قطعه (Scherzo, Humoresque, Adagio)
- ۱۹۱۶: توکاتا و تنوع
- ۹–۱۹۱۵: سه قطعه (پیش‌لود، ادای احترام به راول، دانس)
- ۲۰–۱۹۱۹: هفت قطعه کوتاه
- ۱۹۲۰: Sarabande (برای آلبوم شش)
- ۱۹۲۳–۴: Le Cahier Romand
- ۹–۱۹۲۸ ادای احترام به آلبرت راسل
- ۱۹۳۲: Prelude, Arioso و Fughetta با نام BACH
- ۱۹۴۱: پتیتس ایرز از یک ستاره مشهور شکایت کرد.
- ۱۹۴۳–۴: دو طرح